# Esteban Arce (província)
Esteban Arce é uma província da Bolívia localizada no departamento de Cochabamba, sua capital é a cidade de Tarata.